# Сью Майрік
Сью Майрік (англ. Sue Myrick) — державна і політична діячка Сполучених Штатів Америки. Член Республіканської партії США, з 1987 по 1991 рік була мером Шарлотта.

## Біографія
Сью Майрік народилася 1 серпня 1941 року в Тіффіні, штат Огайо. Закінчила середню школу в Порт-Клінтоні, округ Оттава, штат Огайо. Навчалася в Гейдельбергському університеті в Тіффіні, округ Сенека, штат Огайо. Працювала вчителем в недільній школі, потім займалася рекламою і роботою в галузі суспільних зв'язків. Сью Майрік — колишній президент і головний виконавчий директор Myrick Advertising and Public Relations та Myrick Enterprises.
У 1981 році Сью Майрік стала членом Міської ради Шарлотта. У 1983 році вона була переобрана до міської ради Шарлотта і пропрацювала там до 1985 року. У 1987 році вона стала першою в історії жінкою-мером Шарлотта. У 1989 році Сью Майрік була переобрана на пост мера Шарлотта, потім вона зізналася, що зав'язала відносини з чоловіком в 1973 році, коли він був одружений на іншій жінці. У 1992 році вона брала участь у виборах в Сенаті США, але зазнала поразки на внутрішньопартійних виборах.
У 1994 році Сью Майрік змогла здолати на виборах Алекса Макміллана і стала членом Палати представників США від 9-го виборчого округу Північної Кароліни. Надалі вона кілька разів переобиралася на цю посаду з великим відривом від інших кандидатів. 7 лютого 2012 року вона оголосила, що йде з Палати представників США.
Сью Майрік була одним з найконсервативніших членів Палати представників. Сама постраждавши від ракової пухлини, вона активно виступала в Палаті представників за можливість розширеного лікування по страховці для хворих на рак молочної залози. У 2006 році вона письмово висловила протест президенту США Джорджу Бушу щодо продажу 6 портів на Східному узбережжі США еміратської компанії DP World.